# مارسيلو
مارسيلو فييرا دا سيلفا جونيور (بالبرتغالية: Marcelo Vieira da Silva Júnior‏)، (مواليد 12 مايو 1988)، المعروف بـمارسيلو. هو لاعب كرة قدم برازيلي سابق. وعادةً ما يلعب في مركز الظهير الأيسر ولكن يمكنه أيضًا أن يلعب كجناح أيسر. يُعتبر مارسيلو من قبل الكثيرين أنه أفضل ظهير أيسر في العالم وواحد من أعظم اللاعبين الذي لعبوا في هذا المركز عبر التاريخ.
في عام 2005 فاز ببطولة كاريوكا مع فلومينينسي وفي عام 2006 تم اختياره ضمن تشكيلة العام في الدوري البرازيلي لهذا الموسم وهو بعمر 18 سنة. وبحلول نهاية العام، انضم إلى ريال مدريد مقابل 8 ملايين دولار. هناك فرض لنفسه كأسطورة لريال مدريد وفاز بـ25بطولة من بينها خمسة بطولات دوري أبطال أوروبا، حيث تم أختياره ضمن تشكيلة الموسم ثلاث مرات، بالإضافة إلى ستة ألقاب في الدوري الأسباني. وقد تم أختياره ضمن تشكيلة السنة من الفيفا خمس مرات وجائزة اليويفا لأفضل فريق وفريق الموسم في الدوري الإسباني في عام 2016.
شارك مارسيلو مع المنتخب البرازيلي لأول مرة في عام 2006 ضد ويلز وسجل هدف. وقد استدعي إلى تشكيلة الفريق الأولمبي في أولمبياد 2008، حيث فاز بالميدالية البرونزية. بعد أربع سنوات، كان جزءاً من الفريق الأولمبي البرازيلي المشارك في أولمبياد 2012، كأحد اللاعبين الثلاثة الذين تجاوزوا السن، حيث فازت البرازيل بالميدالية الفضية. تم اختيار مارسيلو للمشاركة مع البرازيل في كأس القارات 2013، وشارك كأساسي في جميع المباريات الخمسة، حيث فازت البرازيل بنتيجة 3–0 في النهائي أمام إسبانيا. كان ضمن تشكيلة المنتخب البرازيلي في كأس العالم 2014 والتي كانت أول بطولة كأس العالم يشارك فيها. وصلت البرازيل إلى الدور نصف النهائي وتم أختياره ضمن فريق الأحلام للبطولة. في مايو 2018 تم أختياره في التشكيلة النهائية المشاركة في كأس العالم 2018 حيث تم أختياره مرة أخرى في فريق الأحلام للبطولة.
بعد موسم الانطلاقة، أشاد بمارسيلو أساطير كرة القدم مثل باولو مالديني ودييغو مارادونا الذي وصفه بأنه الأفضل في مركزة. وكثيرا ما يُقارن بروبرتو كارلوس، الذي قال إن مارسيلو هو خليفته وأفضل لاعب في العالم بمركزه، وأن مارسيلو يمتلك قدرات فنية أفضل مني.

## مسيرته الكروية

### فلومينينسي
مارسيلو بداء كلاعب صالات في سن الثامنة حتى بلغ 13 من العمر وقتها بداء الحديث عنه في فلومينينسي
نشاء مارسيلو في منطقة فقيرة جداً وقد قرر ترك الكرة لكن النادي كان يريده بشده وعامله كنجم، بالدعم المعنوي والمالي المناسب قرر العودة للعب.

### ريال مدريد
في عام 2007 انتقل مارسيلو إلى ريال مدريد في عهد الرئيس ريمون كالديرون الذي قال عنه «انه تعاقد مهم وسوف ينعش الفريق بطاقة الشباب وانه من خطة مستقبلية لأضافة العديد من العناصر الشابة للتشكيلة مستقبلاً ونحن سعداء انه اختارنا بالرغم من انا نصف أوروبا كانت تريده» العديد من المتابعين يعدونه خليفة روبيرتو كارلوس.
في 7 جانيوري 2007 سجل مارسيلو أول ظهور له مع ريال مدريد كان بديلاً في مباراة 2–0 امام ديبورتيفو لاكورونيا في 14 أبريل 2007 سجل أول ظهور كأساسي بعد إعطائه الفرصة من المدرب فابيو كابيلو حيث خسر الريال 2–1 من ريسينغ سانتاندر
موسم 2007–08 ظهر مارسيلو في جميع مباريات الريال في الليغا الإسبانية تحت قيادة المدرب بيرند شوستر بين الهجوم والدفاع فرض نفسه من أهم الاعبين في تشكيلة ريال مدريد.
موسم 2009 كان نكسة في مستوى الاعب فقد أصبح سجين دكة الاحتياظ في العديد من المباريات تحت قيادة المدرب الإسباني خواندي راموس وكان البديل له الظهير الأكثر دفاعية الأرجنتيني غابرييل هاينزه وقد اشركه المدرب عدة مرات كجناح ليسجل أول اهدافه امام سبورتينغ خيخون بعد تمريره من المهاجم غونزالو هيغواين.
غير المدرب خواندي موقعه إلى جناح مع العودة للدفاع عند الضرورة وذلك للاستفادة من خبرته الدفاعية وقوته في الهجوم ليسجل –هدفه الثاني مع ريال مدريد امام ألميريا بتسديدة قوية من خارج منطقة الجزاء بقدمه اليمنى الضعيفة.
في 18 أبريل 2009 سجل هدفه الثالث مع الريال امام ريكرياتيفو وكان الهدف الوحيد للريال في تلك المباراة مساعداً الفريق على الفوز. وفي نفس الشهر سجل هدفه الرابع امام إشبيلية.

#### موسم 2009–10
تحت قيادة المدرب مانويل بيليغريني استمر باللعب بين الدفاع والهجوم مع الأداء المتميز للاعب قرر النادي التمديد معه في 5 فبراير 2010 حتى يونيو 2015 واستمر في التألق.

#### موسم 2010–11: موسم الانطلاقة

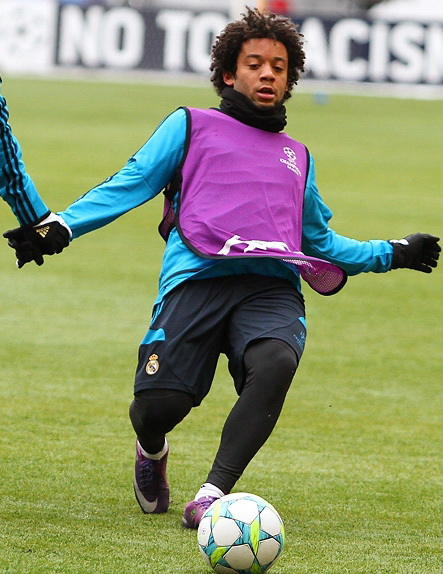
مارسيلو يتدرب مع ريال مدريد في عام 2011.

مع المدرب جوزيه مورينيو عاد إلى موقعه الأساسي كمدافع أيسر واعاد إليه الثقة في نفسه فأصبح مدافعاً صلب وصعب الاختراق وجناح متميز. في 25 نوفمبر أصبح واحد من أفضل 55 لاعب على العالم بتصنيف الفيفا. سجل أول اهدافه في هذا الموسم امام إسبانيول
في مباراة 1–0 منقذاً الريال من التعادل. بعد ذلك ظهر في مباراة للذكرى امام أولمبيك ليون في دوري أبطال أوروبا بأداء مبهر بين صلابة الدفاع واختراقات أكثر من رائعة في الهجوم أصبح جبهة صعبة الاختراق أو الإيقاف مسجلاً أول هدف في تاريخه بدوري الأبطال وصنع هدف للمهاجم كريم بنزيما
و انتهت المباراة بنتيجة 3–0 وحصل على لقب رجل المباراة مؤهلاً ريال مدريد للمره الأولى من 2004. مستمراً بأدائه الخرافي في المرحلة التالية امام برشلونة ليسجل التعادل بعد نهاية المباراة وباستحقاق أصبح أساسياً في تشكيلة الاتحاد الأوربي لأفضل لاعب في الموسم وأصبح حديث وسائل الإعلام حول العالم الذين اطلقوا عليه لقب أفضل ظهير أيسر في العالم قال عنه دييغو مارادونا «انه ثالث أفضل لاعب في الدوري الإسباني بعد كريستيانو رونالدو وليونيل ميسي».

#### موسم 2011–12

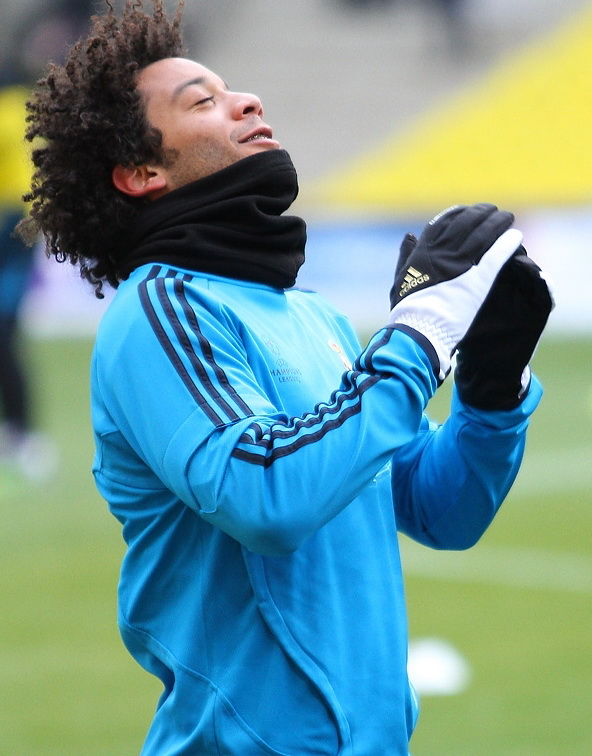
مارسيلو في عام 2012.

طُرد مارسيلو في 17 أغسطس 2011 في مباراة الخسارة امام برشلونة 3–2. في 3 ديسمبر 2011 سجل الهدف الثالث في مباراة 3–0 امام سبورتينغ خيخون.
أطلق عليه الأسطورة باولو مالديني لقب الظهير العصري وقال عنه روبرتو كارلوس انه أفضل ظهير أيسر بالعالم وقال «مارسيلو لديه قدرة بالتحكم بالكرة أكثر مني» وقال انه هو خليفتي. وكالعادة أداء مبهر بعد دخوله بديلاً لـ فابيو كوينتراو في الدقية 75 امام أبويل اليوناني في ربع نهائي دوري أبطال أوروبا.

#### موسم 2015–16
في 10 يوليو 2015، وقع مارسيلو عقدا جديدا مع ريال مدريد، ليحتفظ به النادي حتى عام 2020. في 18 أكتوبر 2015، سجل هدفه الأول في الموسم في المباراة التي فاز بها ريال مدريد 3–0 على ليفانتي.
وقدم أداء جيد في عندما فاز ريال مدريد بلقب دوري أبطال أوروبا 2015–16.

#### موسم 2016–17
لعب 30 مباراة عندما فاز ريال مدريد بلقب الدوري الإسباني 2016–17 وقدم أداء مذهل عندما فاز ريال مدريد بلقب دوري أبطال أوروبا 2016–17.

#### موسم 2017–18

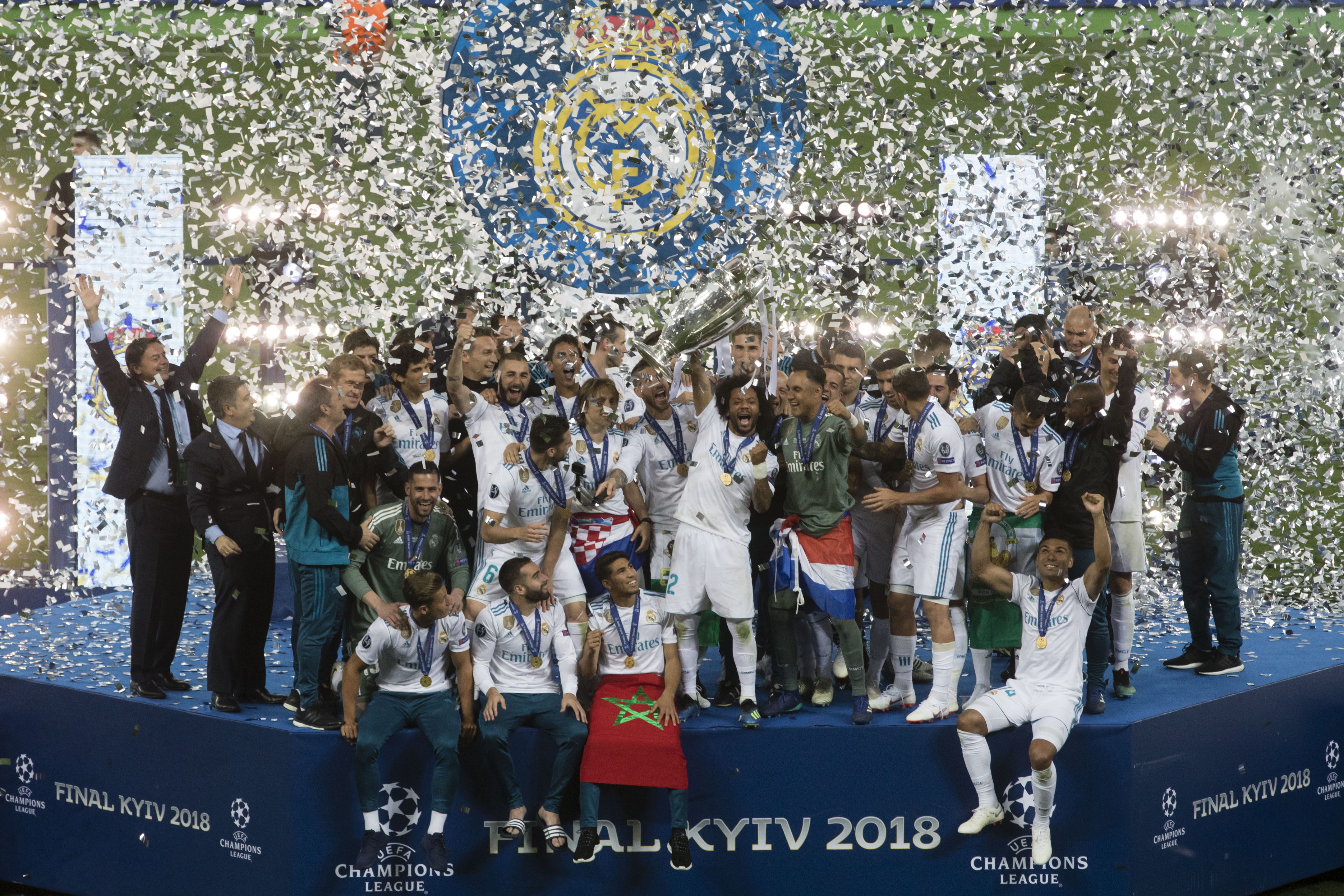
مارسيلو يرفع كأس دوري أبطال أوروبا أثناء أحتفالات نادي ريال مدريد ببطولة دوري أبطال أوروبا في 26 مايو 2018

في 13 سبتمبر 2017، وقع مارسيلو عقدا جديدا ليحتفظ به النادي حتى صيف 2022. لعب 11 مباراة في دوري أبطال أوروبا 2017–18، وسجل ثلاثة أهداف، وفاز ريال مدريد باللقب الثالث على التوالي و 13 في تاريخ النادي.

## مسيرته الدولية
سجل مارسيلو في أول مباراة له مع البرازيل ضد ويلز على ملعب توتنهام هوتسبير وايت هارت لين في المباراة التي انتهت بنتيجة 2–0. وقد تمت مقارنة مارسيلو مع لاعب ريال مدريد والمنتخب البرازيلي السابق روبرتو كارلوس. ولعب الاثنان معا خلال النصف الثاني من ريال مدريد موسم 2006–07 قبل انتقال كارلوس إلى فريق فنربخشة التركي.
وقد استدعي إلى تشكيلة المنتخب الأولمبي، حيث فاز بالميدالية البرونزية.
في مايو 2010، تم اختياره كواحد من اللاعبين السبعة الذين كانوا يلعبون كاحتياطيين لمنتخب البرازيل في حالة إصابة أحد اللاعبين في كأس العالم 2010. على الرغم من عدم استدعائه من قبل مدرب البرازيل دونغا، فقد تم اختياره مرة أخرى من قبل المدرب الجديد مانو مينيزس لمباراة ودية ضد الولايات المتحدة في 10 أغسطس 2010. كان أفضل لاعب في المباراة الودية التي أنتهت بالفوز بنتيجة 2–1 على المكسيك في 11 أكتوبر 2011، وسجل هدف الفوز عن طريق مراوغة عدة لاعبين ثم وضع الكرة في الشباك.
كان جزءًا من منتخب البرازيل الأولمبي عام 2012، كأحد اللاعبين الثلاثة الذين تجاوزوا السن، حيث فازت البرازيل بالميدالية الفضية.
تم اختيار مارسيلو من ضمن تشكيلة البرازيل المشاركة في كأس القارات 2013. وكان جزءًا من التشكيلة الأساسية في جميع المباريات الخمس، بما في ذلك مباراة الفوز 3–0 على إسبانيا في النهائي.

### كأس العالم 2014

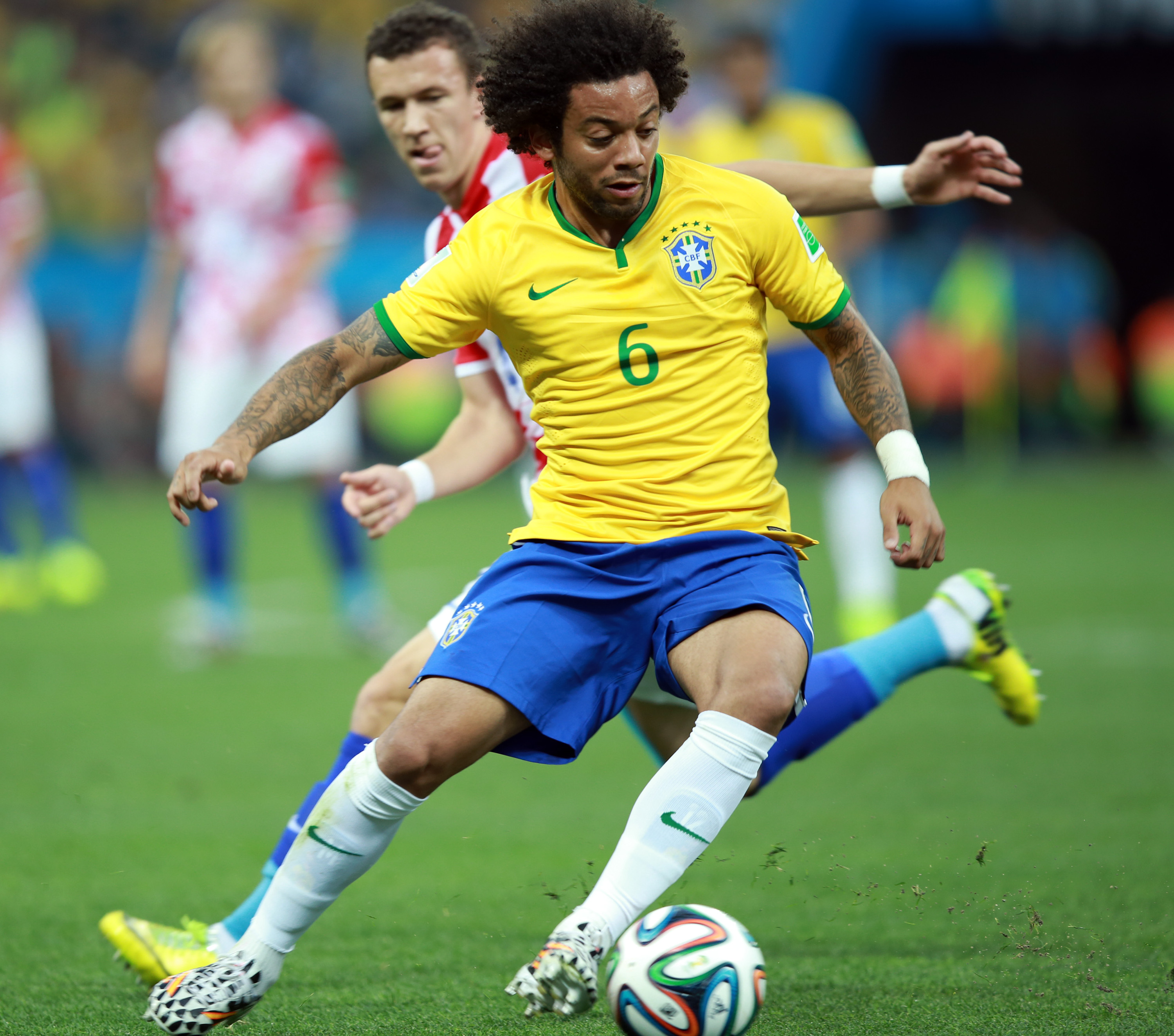
مارسيلو مع الكرواتي إيفان بيريشيتش خلال المباراة الافتتاحية لبطولة في كأس العالم 2014.

في كأس العالم 2014، سجل مارسيلو هدفا في مرماه في الدقيقة الـ11 من المباراة الافتتاحية أمام كرواتيا في 12 يونيو، ليسجل الهدف الأول في البطولة. كان هذا هو الهدف الأول الذي سجلته البرازيل على نفسها في كأس العالم، على الرغم من أنها فازت في النهاية بالمباراة بنتيجة 3–1.

### كأس العالم 2018
في مايو 2018، تم اختيار مارسيلو في التشكيلة النهائية المشاركة في كأس العالم 2018.
في مايو 2019، تم استبعاده من تشكيلة البرازيل النهائية المكونة من 23 لاعبًا للمشاركة في كوبا أمريكا 2019 من قبل المدير الفني تيتي.

## الإحصائيات

### النادي
آخر تحديث 5 يوليو 2020.
| النادي     | الموسم   | الدوري | الدوري | الكأس1 | الكأس1 | أوروبا | أوروبا | أخرى2 | أخرى2 | المجموع | المجموع |
| النادي     | الموسم   | لعب    | سجل    | لعب    | سجل    | لعب    | سجل    | لعب   | سجل   | لعب     | سجل     |
| ---------- | -------- | ------ | ------ | ------ | ------ | ------ | ------ | ----- | ----- | ------- | ------- |
| فلومينينسي | 2005     | 12     | 2      | 0      | 0      | 0      | 0      | 0     | 0     | 12      | 2       |
| فلومينينسي | 2006     | 18     | 4      | 0      | 0      | 0      | 0      | 0     | 0     | 18      | 4       |
| فلومينينسي | المجموع  | 30     | 6      | 0      | 0      | 0      | 0      | 0     | 0     | 30      | 6       |
| ريال مدريد | 2006–07  | 6      | 0      | 0      | 0      | 0      | 0      | 0     | 0     | 6       | 0       |
| ريال مدريد | 2007–08  | 24     | 0      | 2      | 0      | 6      | 0      | 0     | 0     | 32      | 0       |
| ريال مدريد | 2008–09  | 27     | 4      | 2      | 0      | 5      | 0      | 0     | 0     | 34      | 4       |
| ريال مدريد | 2009–10  | 35     | 4      | 2      | 0      | 6      | 0      | 0     | 0     | 43      | 4       |
| ريال مدريد | 2010–11  | 32     | 3      | 6      | 0      | 12     | 2      | 0     | 0     | 50      | 5       |
| ريال مدريد | 2011–12  | 32     | 3      | 5      | 0      | 7      | 0      | 0     | 0     | 44      | 3       |
| ريال مدريد | 2012–13  | 14     | 0      | 3      | 0      | 2      | 1      | 0     | 0     | 19      | 1       |
| ريال مدريد | 2013–14  | 28     | 1      | 4      | 0      | 7      | 1      | 0     | 0     | 39      | 2       |
| ريال مدريد | 2014–15  | 34     | 2      | 5      | 1      | 11     | 1      | 3     | 0     | 53      | 4       |
| ريال مدريد | 2015–16  | 30     | 2      | 0      | 0      | 11     | 0      | 0     | 0     | 41      | 2       |
| ريال مدريد | 2016–17  | 30     | 2      | 3      | 1      | 11     | 0      | 3     | 0     | 47      | 3       |
| ريال مدريد | 2017–18  | 28     | 2      | 2      | 0      | 11     | 3      | 3     | 0     | 44      | 5       |
| ريال مدريد | 2018–19  | 23     | 2      | 4      | 0      | 4      | 1      | 3     | 0     | 34      | 3       |
| ريال مدريد | 2019–20  | 15     | 1      | 4      | 1      | 4      | 0      | 0     | 0     | 23      | 2       |
| ريال مدريد | المجموع  | 358    | 26     | 42     | 3      | 97     | 9      | 12    | 0     | 509     | 38      |
| الإجمالي   | الإجمالي | 388    | 32     | 42     | 3      | 97     | 9      | 12    | 0     | 539     | 44      |

1 تشمل كأس السوبر الإسباني.
2 تشمل كأس السوبر الأوروبي وكأس العالم للأندية.

### المنتخب
آخر تحديث 6 يوليو 2018.
| البرازيل | البرازيل | البرازيل |
| العام    | الظهور   | الأهداف  |
| -------- | -------- | -------- |
| 2006     | 1        | 1        |
| 2007     | 1        | 0        |
| 2008     | 2        | 0        |
| 2009     | 2        | 0        |
| 2010     | 0        | 0        |
| 2011     | 2        | 1        |
| 2012     | 8        | 2        |
| 2013     | 12       | 0        |
| 2014     | 9        | 0        |
| 2015     | 5        | 0        |
| 2016     | 3        | 0        |
| 2017     | 5        | 2        |
| 2018     | 8        | 0        |
| المجموع  | 58       | 6        |

#### الأهداف الدولية
الأهداف والنتائج مع منتخب البرازيل الأول.
| # | التاريخ        | المكان                                   | الخصم            | الهدف | النتيجة | المسابقة               |
| - | -------------- | ---------------------------------------- | ---------------- | ----- | ------- | ---------------------- |
| 1 | 5 سبتمبر 2006  | وايت هارت لين، لندن، إنجلترا             | ويلز             | 2–0   | 2–0     | ودية                   |
| 2 | 11 أكتوبر 2011 | ملعب كورونا، توريون، المكسيك             | المكسيك          | 2–1   | 2–1     | ودية                   |
| 3 | 28 فبراير 2012 | إيه إف جي أرينا، سانت غالن، سويسرا       | البوسنة والهرسك  | 1–0   | 2–1     | ودية                   |
| 4 | 30 مايو 2012   | فيديكس فيلد، لاند أوفر، الولايات المتحدة | الولايات المتحدة | 3–1   | 4–1     | ودية                   |
| 5 | 27 مارس 2017   | أرينا كورينثيانز، ساو باولو، البرازيل    | باراغواي         | 3–0   | 3–0     | تصفيات كأس العالم 2018 |
| 6 | 10 نوفمبر 2017 | ملعب بيار موروا، فيلينوف داسك، فرنسا     | اليابان          | 2–0   | 3–1     | ودية                   |

## الإنجازات

### النادي

#### فلومينينسي
- بطولة كاريوكا: 2005
- كأس ريو: 2005
- كأس امريكا الجنوبيه(كوبا ليبارتادوريس): 2023

#### ريال مدريد
- الدوري الإسباني: 2006–07، 2007–08، 2011–12، 2016–17،[36] 2019–20، 2021–22
- كأس السوبر الإسباني: 2008،[37] 2012،[38] 2017،[39] 2019–20، 2021–22[40]
- كأس ملك إسبانيا: 2010–11،[41] 2013–14[42]
- دوري أبطال أوروبا: 2013–14،[43] 2015–16،[44] 2016–17،[45] 2017–18[46]، 2021–22[47]
- كأس السوبر الأوروبي: 2014،[48] 2016،[49] 2017[50]
- كأس العالم للأندية: 2014،[51] 2016،[52] 2017[53]2018

### المنتخب

#### البرازيل
- الميدلية الأولمبية الفضية: 2012
- الميدلية الأولمبية البرونزية: 2008
- كأس القارات: 2013

### الفردية
- فريق السنة في الدوري البرازيلي: 2006[54]
- جائزة اليويفا لأفضل فريق: 2011،[55] 2017[56]
- فيفبرو: 2012، 2015، 2016، 2017[57][58]
- فيفبرو الفريق الثاني: 2013، 2014[59][60]
- تشكيلة الأحلام في كأس العالم: 2014،[61] 2018[62]
- فريق الموسم في الدوري الإسباني: 2015–16[63]
- أفضل مدافع في الدوري فيسبوك أف أيه: 2016[64]
- تشكيلة الموسم في دوري أبطال أوروبا: 2015–16،[65] 2016–17،[66] 2017–18[67]
- تشكيلة السنة من أيه أس أم: 2015–16، 2016–17[68]
- إيه إي سبورتس فيفا تشكيلة السنة: 2016،[69] 2017[70]
- تشكيلة السنة من الاتحاد الدولي لتاريخ وإحصاءات كرة القدم: 2017[71]

## وصلات خارجية
- مارسيلو على موقع الاتحاد الدولي (مؤرشف)  (الإنجليزية)
- مارسيلو على موقع الاتحاد الأوربي (الإنجليزية)
- مارسيلو على موقع إي إس بي إن إف سي (الإنجليزية)
- مارسيلو على موقع قاعدة بيانات كرة القدم.إي يو (الإنجليزية)
- مارسيلو على موقع ليكيب (الفرنسية)
- مارسيلو على موقع ناشيونال فوتبول تيمز (الإنجليزية)
- مارسيلو على موقع Soccerbase.com (لاعب) (الإنجليزية)
- مارسيلو على موقع Soccerway.com (الإنجليزية)
- مارسيلو على موقع عالم كرة القدم.نت (الإنجليزية)
- مارسيلو على موقع اللجنة الأولمبية الدولية (الإنجليزية)